# Верхняя Терешка
Верхняя Терешка (тат. Югары Тирескә) — татарское село в Старокулаткинском районе Ульяновской области. Входит в состав Терешанского сельского поселения. Ранее образовывало отдельный Верхнетерешанский сельсовет.

## География
Расположено в 22 км к северо-западу от райцентра Старая Кулатка, в верховье реки Терешка, высота над уровнем моря 240 м.

## История
Начало истории с. Верхняя Терешка относится к концу XVII — началу XVIII веков, когда царь Пётр I начал политику укрепления смежных границ Руси, заселяя земли служилыми татарами, служившими в конных войсках царя (мурзы). Первые 92 семьи мурзы и образовали деревню Верхняя Терешка. Первыми заселенцами были семьи Уразметова Абдуллы и Альмамятова Атауллы. Затем к ним присоединились переселенцы чуваши и мордовцы.
В 1862 году деревня Верхняя Теришка (Югары-Теришка) входила во 2-й стан Хвалынский уезд Саратовская губерния, имелось: 3 магометанских мечетей, училище. мельница.
К 1911 году в с. Верхняя Терешка было 3 мечети, 3 татарские школы, 540 хозяйств, проживало 2756 человек.
В 1921 году произошёл страшный пожар села, когда из 532 домов сгорело 520.

## Население
На 1862 год в 182 дворах жило 601 мужчина и 620 женщин.
В 1911 году в с. Верхняя Терешка проживало 2630 человек.
| 2010 |
| ---- |
| 437  |

## Инфраструктура
В селе действуют:почтовое отделение, Дом культуры, мусульманская община. Связано автобусным сообщением.

## Достопримечательности
- Исток реки Терешки[9].